# Qui ? (film, 1935)
Pour film de 1970, voir Qui ? (film, 1970).
Pour les articles homonymes, voir Qui ?.
Pour plus de détails, voir Fiche technique et Distribution.
Qui ? (College Scandal) est un film américain en noir et blanc réalisé par Elliott Nugent, sorti en 1935.
Un remake sera tourné en 1942, Trois Gouttes de poison (Sweater Girl).

## Synopsis
À l'université, Julie Fresnel, la fille d'un nouveau professeur de français, devient le centre de toutes les attractions. Un de ses admirateurs est assassiné, suivi d'un deuxième et d'un troisième.

## Fiche technique
- Titre : Qui ?
- Titre original : College Scandal
- Réalisation : Elliott Nugent
- Scénario : Frank Partos, Charles Brackett, Marguerite Roberts, Beulah Marie Dix, Bertram Millhauser
- Producteur : Albert Lewis
- Société de production et de distribution : Paramount Pictures
- Musique : Friedrich Hollaender, John Leipold
- Photographie : Theodor Sparkuhl
- Montage : William Shea
- Pays d'origine : États-Unis
- Langue : anglais
- Format : noir et blanc – 35 mm – 1.37:1 – son mono (Western Electric Noiseless Recording)
- Genre : comédie policière, comédie musicale
- Durée : 76 min
- Dates de sortie : 
  -  États-Unis : 21 juin 1935
  -  France : 8 avril 1937

## Distribution
- Arline Judge : Sally Dunlap
- Kent Taylor : Seth Dunlap
- Wendy Barrie : Julie Fresnel
- William Frawley : Chief of Police Magoun
- Benny Baker : 'Cuffie' Lewis
- William Benedict : 'Penny' Parker
- Mary Nash : Mme Fresnel
- Edward Nugent : Jake Lansing
- William Stack : Dr Henri Fresnel
- Johnny Downs : Paul Gedney
- Robert Kent : Dan Courtridge
- Joyce Compton : Toby Carpenter
- Samuel S. Hinds : M. Cummings
- Douglas Wood : Dean Traynor
- Edith Arnold : Posey
- Helena Phillips Evans : Melinda
- Mary Ellen Brown : Marjorie
- Stanley Andrews : Jim
- Oscar Smith : Generation Jones
- Oscar Rudolph : Olson